# Villa Pignatelli di Montecalvo
La Villa Pignatelli di Montecalvo è un palazzo storico sito in Largo Arso 1, San Giorgio a Cremano, appartenente al novero delle Ville vesuviane del Miglio d'oro.

## Storia
L'edificio fu edificato nel 1747, probabilmente ad opera di Ferdinando Sanfelice, per volere della principessa Emanuella Caracciolo Pignatelli, duchessa di Montecalvo. La nobildonna, proveniente dall'antica famiglia dei Caracciolo, che aveva tra gli altri dato i natali al famoso ammiraglio Francesco, era fortemente legata alla città, al punto da donare alla Chiesa di Santa Maria del Principio la statua del Santo Patrono, tuttora presente.
Dopo la morte della principessa, avvenuta nella stessa villa, questa fu acquisita da Emiddio Mele, che lasciò traccia di sé facendo dipingere le proprie iniziali nel soffitto dell'atrio. Successivamente, l'edificio fu riacquistato dalla famiglia Pignatelli di Montecalvo, e divisa a fine XIX secolo tra i fratelli Carlo e Paolo Caracciolo.
L'imponente mole della villa, che occupa tutto un lato del largo Arso, comprende una cappella nobiliare ed un ampio loggiato nella porzione nord-occidentale. Robustamente costruita in tufo, presenta un monumentale portale in pietra lavica con bugne a punta di diamante. Proprio quest'ultimo carattere, in cui gli storici dell'arte hanno visto una similarità con il Palazzo Serra di Cassano di Napoli, è stato il fattore più importante di attribuzione dell'opera al Sanfelice. Ricerche recenti, tuttavia, sembrano smentire quanto sopra, attribuendo invece la villa all'oscuro architetto Girolamo Molino.
La villa, tuttora abitata, è attualmente in stato di forte degrado, tanto che ad esempio l'antico oratorio è stato trasformato in box auto. La facciata presenta solo tracce dell'antico decoro in stucco, e la gran parte degli elementi caratterizzanti, compreso lo stemma nobiliare in marmo della famiglia Pignatelli, sono andati perduti.  In diversi punti del frontone sono riconoscibili i fori delle iniezioni di consolidamento effettuate a seguito dei danni riportati nel terremoto del 23 novembre 1980. Si rilevano inoltre sulla stessa diversi abusi edilizi, quali ad esempio la riduzione del lume delle antiche finestre, l'asportazione degli infissi e l'installazione di condizionatori. Lo spiazzo prospiciente la villa è recintato ed invaso da vegetazione ruderale; e sia sul fronte, che sul lato occidentale, sono presenti vecchie impalcature di sostegno, installate all'epoca del sisma suddetto, e mai più rimosse.
Nel 2012 la situazione strutturale della villa è fortemente degenerata, tanto da far temere per la sua stabilità. Sono state installate rapidamente nuove e più consistenti impalcature, al fine di consolidare l'edificio in attesa degli opportuni interventi.

## Descrizione
La dimora è situata sul lato sinistro del largo Arso.
Il prospetto principale della villa è uno dei pochi che si può godere nella sua interezza dal Largo sul quale l'edificio si affaccia e che, su un corto basamento, ospita due ordini di balconi inquadrati tra paraste giganti. Il lungo prospetto inizia con l'edificio centrale e si prolunga sul lato orientale con una grande terrazza panoramica sotto la quale si estendono la cappella ed il blocco basso che comprende le costruzioni della masseria di quattro ettari.
Il corpo principale presenta una pianta ad “U” simmetrica rispetto al grande atrio a cupola ellittica dove, nella metopa centrale, sono ancora leggibili le iniziali del secondo proprietario, Emiddio Miele.
Al centro del prospetto, sul portale in rilevato riccamente decorato, si sviluppa il monumentale balcone del piano nobile sovrastato da sontuose decorazioni che superano l'altezza della fabbrica in una marcata piega del cornicione che si solleva per ospitare le volute sovrastanti il balcone principale. Questa produzione architettonica produce un riuscito effetto scenografico che trova fondamento nella tendenza barocca a movimentare e alleggerire la staticità delle cortine murarie. L'atrio è costituito da un ampio spazio ottagonale articolato e originale.
Nelle pareti secondarie sono ubicati quattro balconi con sottostanti panchine in piperno mentre lungo l'asse minore dalle pareti laterali, incorniciate da due archi, partono due brevi rampe in piperno che richiamano, nella forma leggermente svasata, le colate laviche del Vesuvio.
Dal cortile è possibile godere del controprospetto scenografico e articolato lungo il quale salgono due scale simmetriche che raggiungono il terrazzo panoramico del piano nobile. Qui si trovava un ampio salone centrale a pianta ellittica e volta estradossata che sporge leggermente dalla copertura della fabbrica. Sono presenti anche due scale a mezza elica, aggiunte probabilmente in epoca successiva per raggiungere il terrazzo al piano partendo dal centro del secondo rampante laterale.
Quanto alla facciata, le cornici leggermente flesse delle finestre e il modo con cui si raccordano agli stucchi, la fanno rientrare a pieno titolo nella maniera decorativa superficiale tipica dello stile rococò. Allo stesso stile appartengono i capitelli pensili che si trovano ancora nel cortile e che conservano alla base il cartiglio di stucco tipico del rococò.

## Cinema
Villa Pignatelli di Montecalvo è stata spesso utilizzata come set cinematografico:
- Nel 1992 furono girate alcune scene del film Io speriamo che me la cavo di Lina Wertmüller con protagonista Paolo Villaggio.
- Nel 2011 la villa è stata utilizzata come location dal regista Matteo Garrone per le riprese del suo film Reality.
- Nel 2019 il cortile ed un'abitazione sono stati set di alcune scene del film L'immortale del regista Marco D'Amore.
- Nel 2021 la villa è stata utilizzata per alcune scene della quinta stagione della serie televisiva Gomorra.

## Cultura
All'interno della Villa e, precisamente nell'ex Salone delle feste del piano nobiliare al 1º piano, ha sede l'Associazione Culturale Comunità Nuova, diretta dal regista Costantino Punzo. Periodicamente organizza eventi culturali (mostre, reading letterari, piéce teatrali, concerti, ecc.) al fine di attenzionare l'opinione pubblica, le Istituzioni ed i mass media sul recupero architettonico di questo prezioso monumento artistico.

## Curiosità
La triste attribuzione della denominazione del Palazzo del Colera è stata formulata erroneamente, così come si raccontava, in quanto nel periodo dell'epidemia del colera a Napoli nel luglio/agosto 1973 all'interno del palazzo ci fu il decesso di una bambina, la piccola Francesca Noviello, di soli 18 mesi. La morte dell'infante avvenne per tutt'altra patologia, ma non di certo perché colpita dal vibrione del colera. Tutto il resto che si è raccontato su tale triste episodio è stata pura fantasia popolana scaturita dal pathos e dalla paura di infezioni nel quale in quel periodo viveva la popolazione della città di San Giorgio a Cremano. Tanto è che i familiari della piccola deceduta, non furono allontanati dalla loro abitazione, ma semplicemente vaccinati, così come fu vaccinata l'intera popolazione di Napoli e dintorni.

## Altre immagini

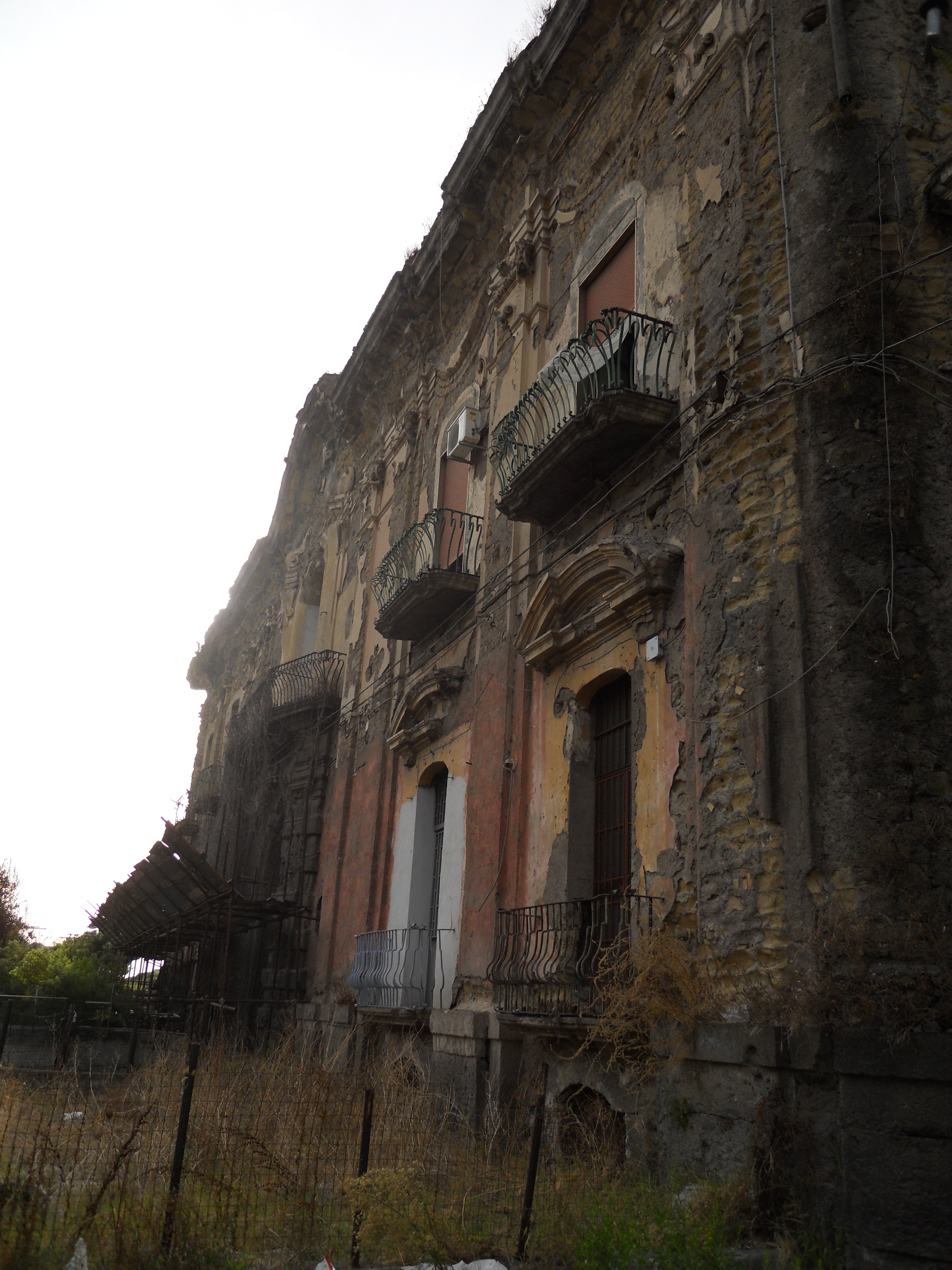
Vista da oriente
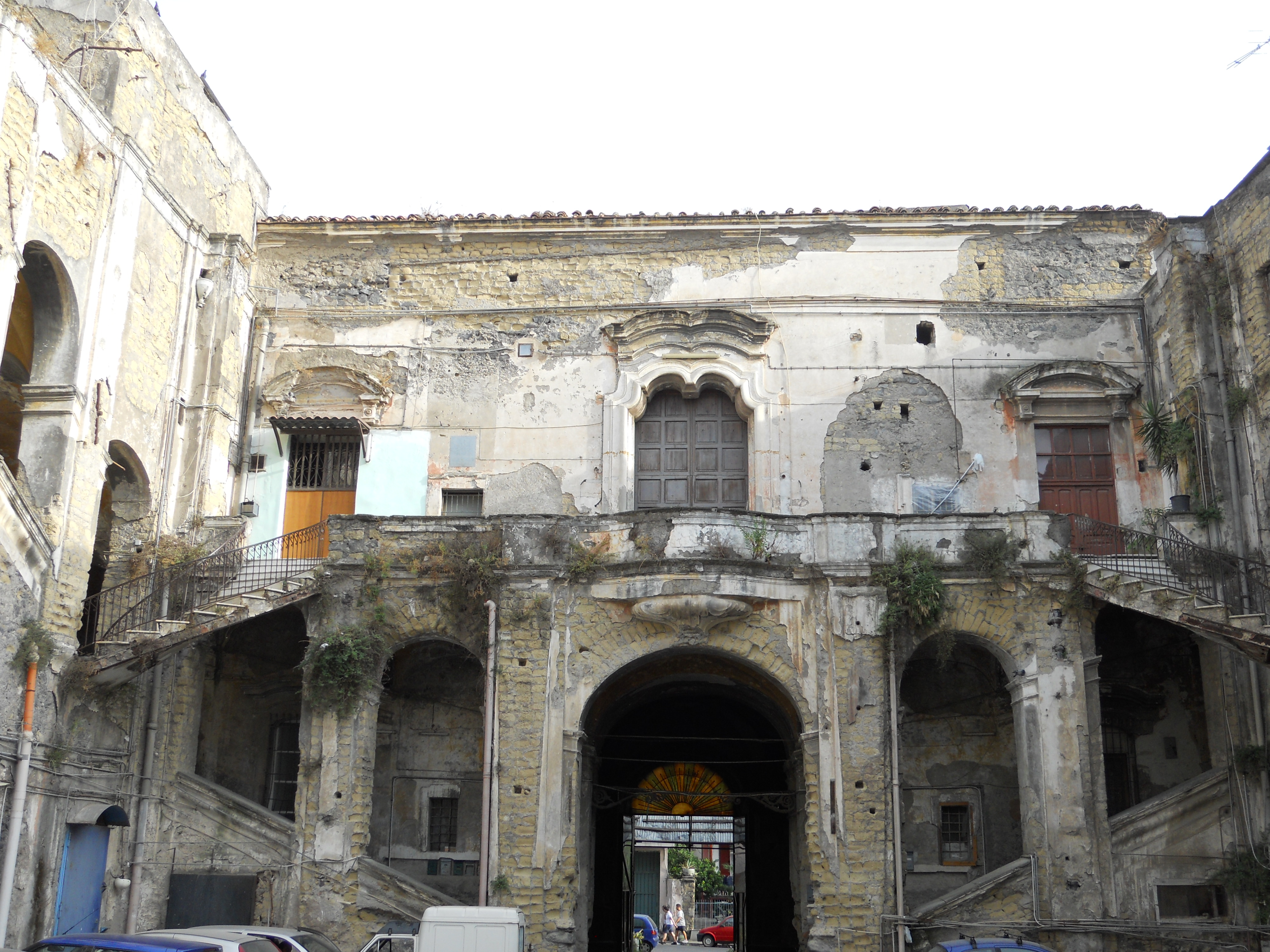
Vista dal cortile interno
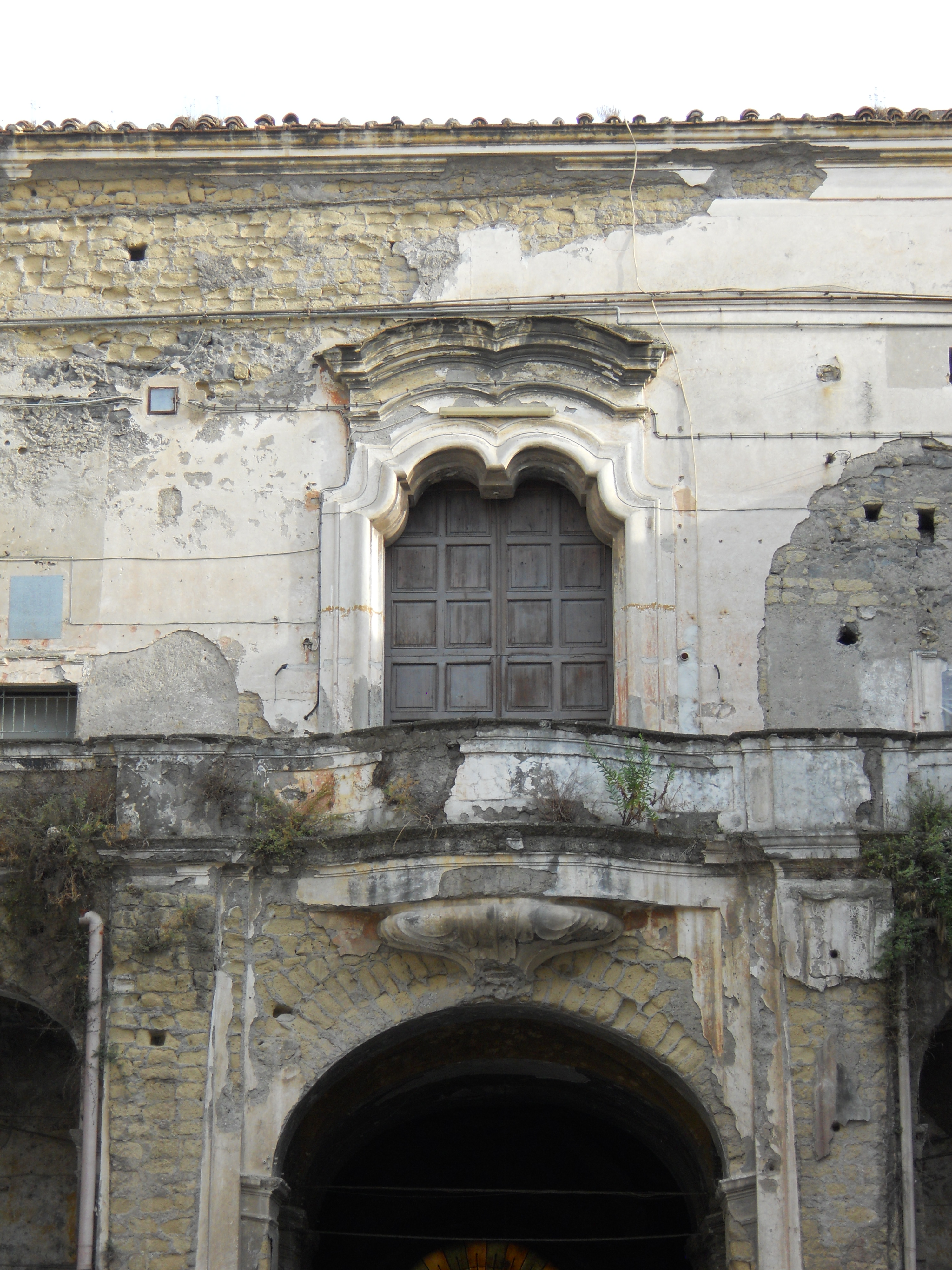
Vista dal cortile interno - particolare
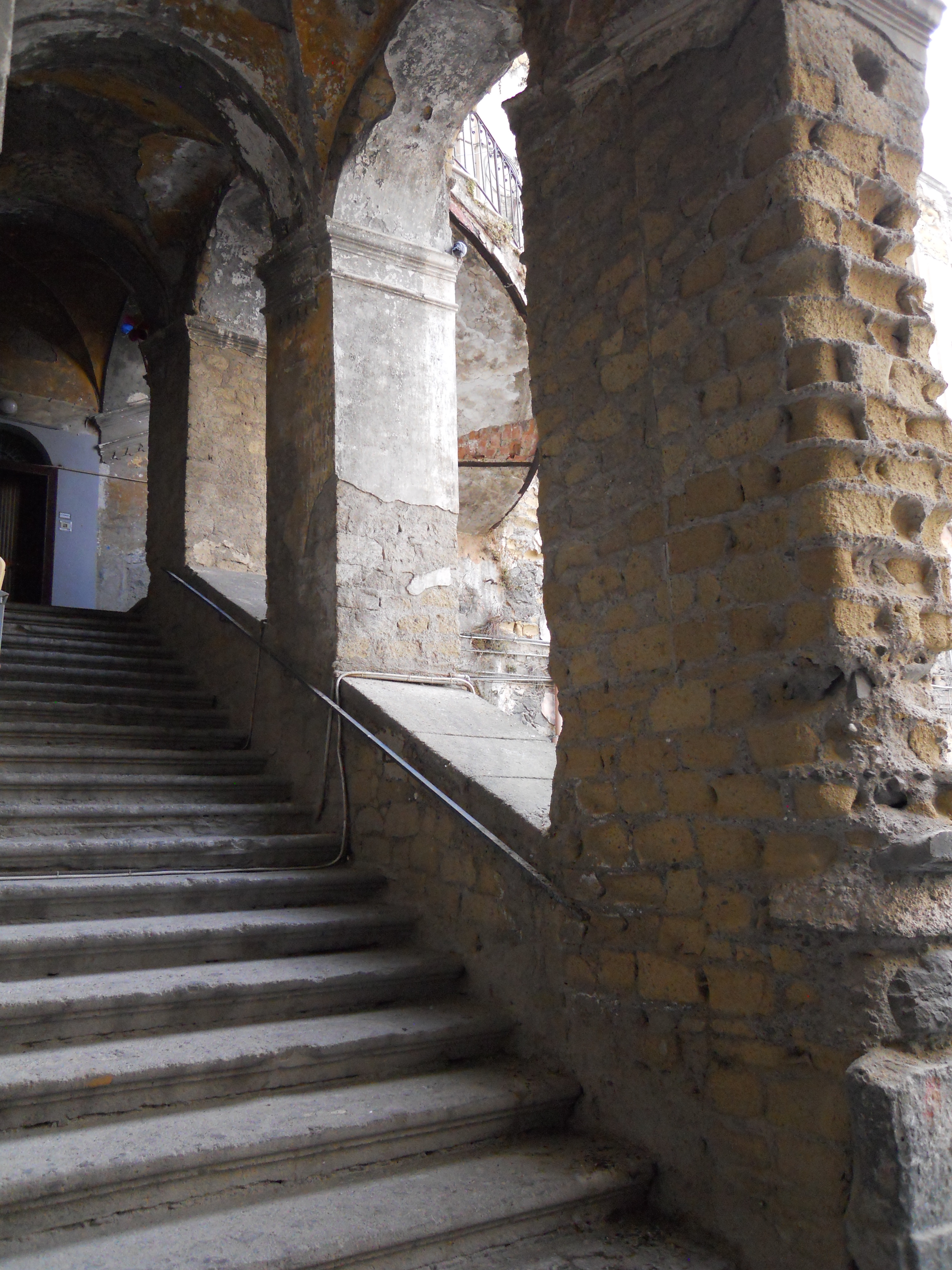
Scalone interno
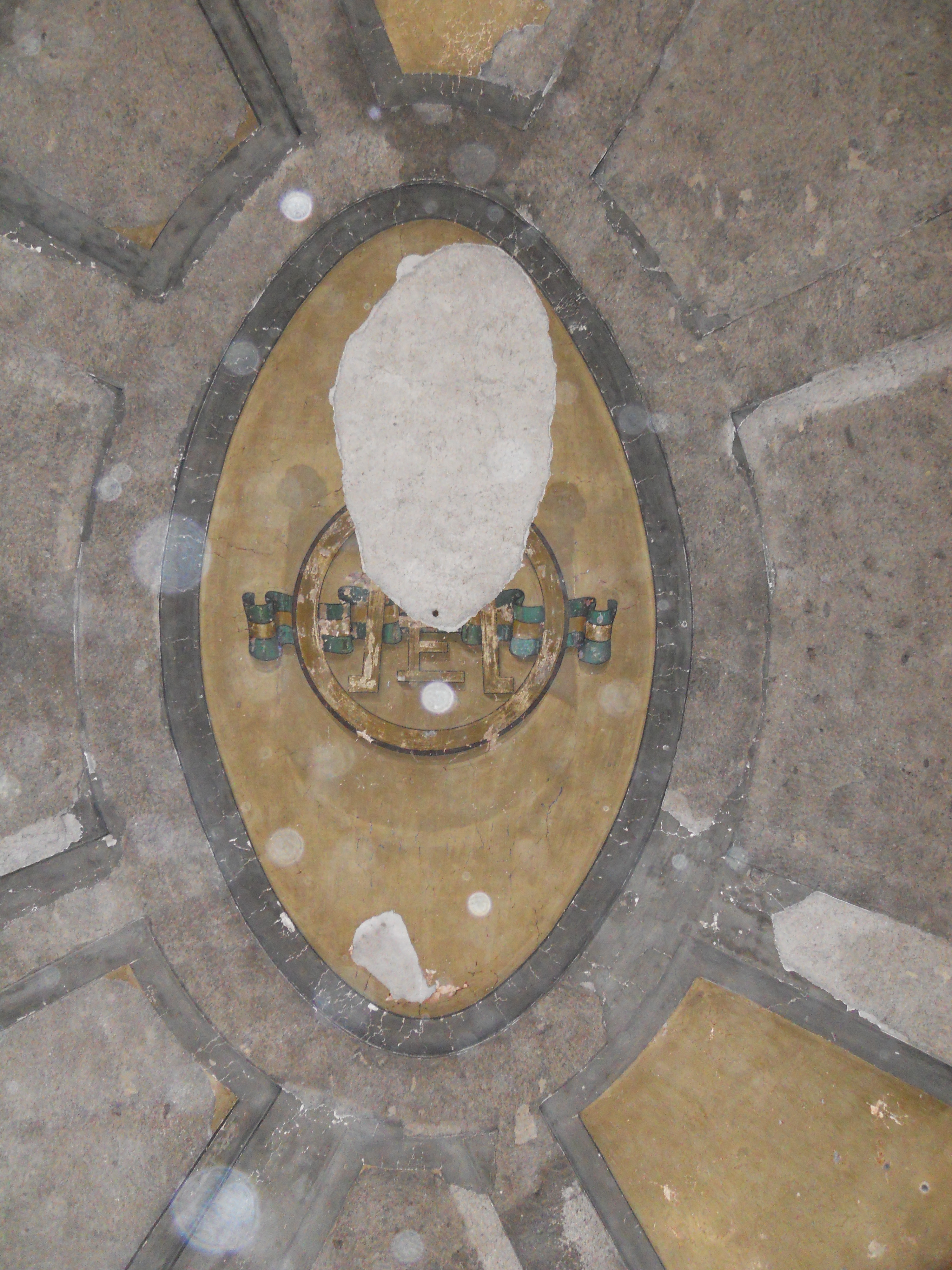
Soffitto dell'atrio con le iniziali di Emiddio Mele
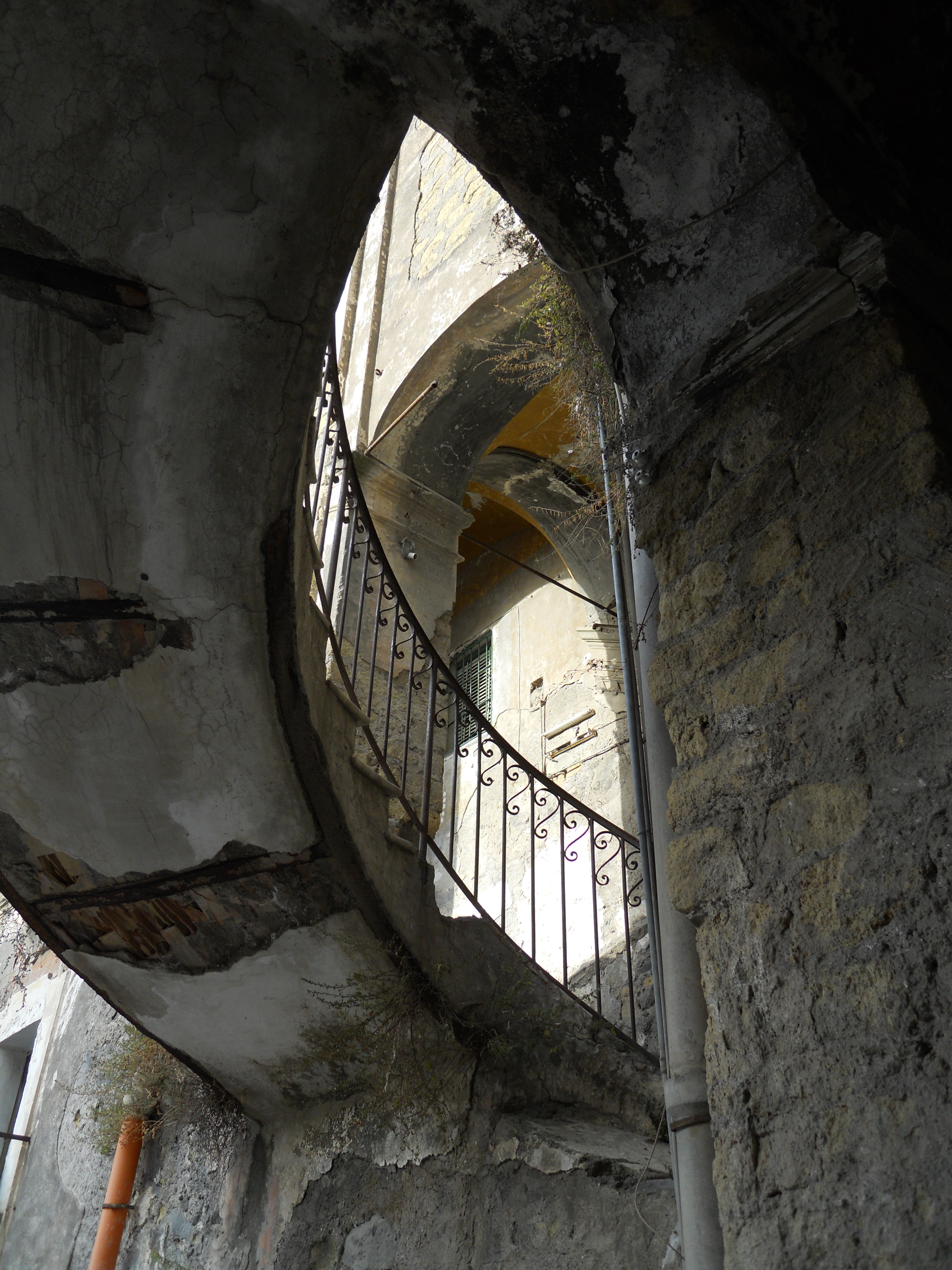
Scale interne
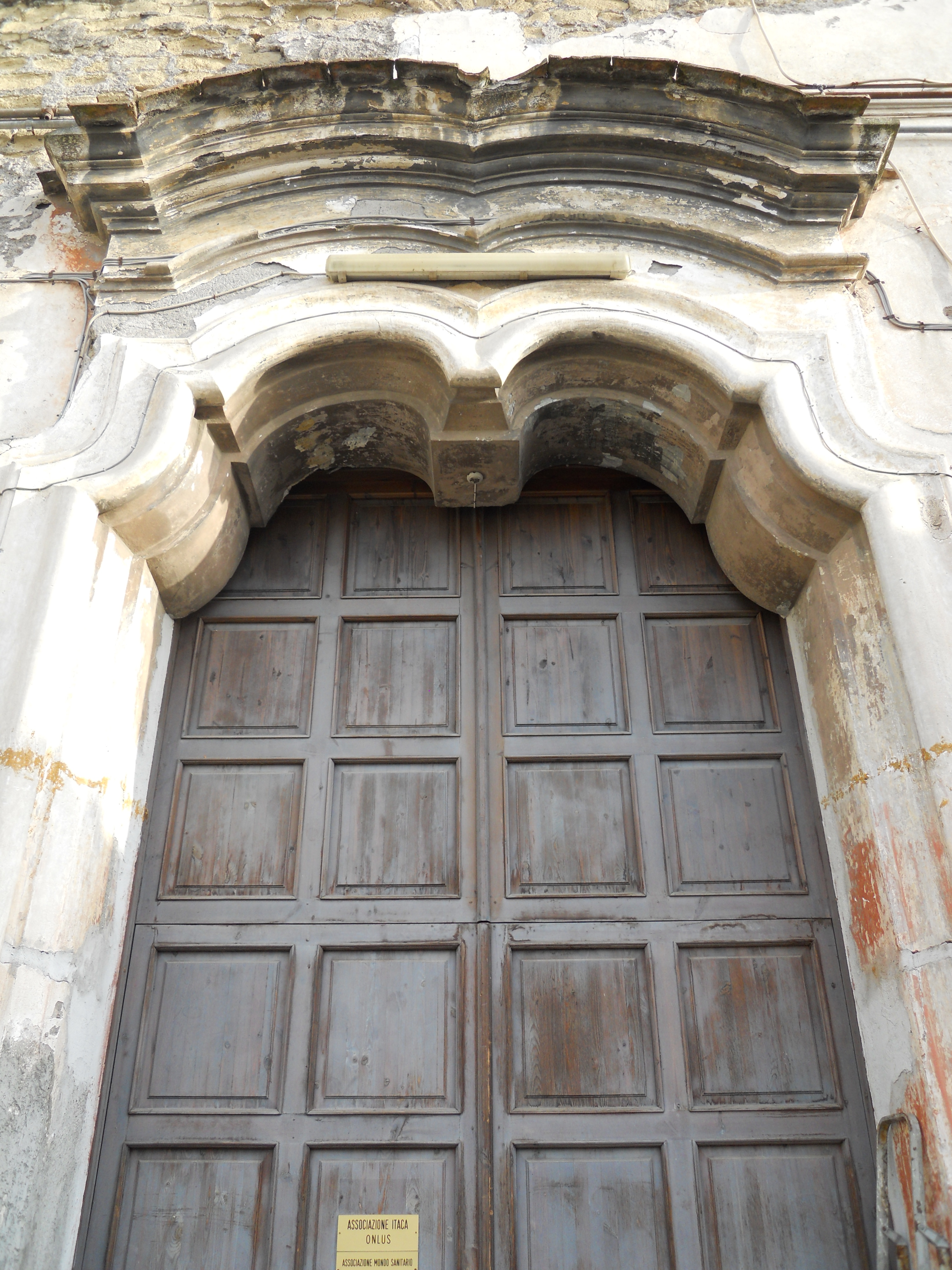
Portale d'ingresso al piano nobile
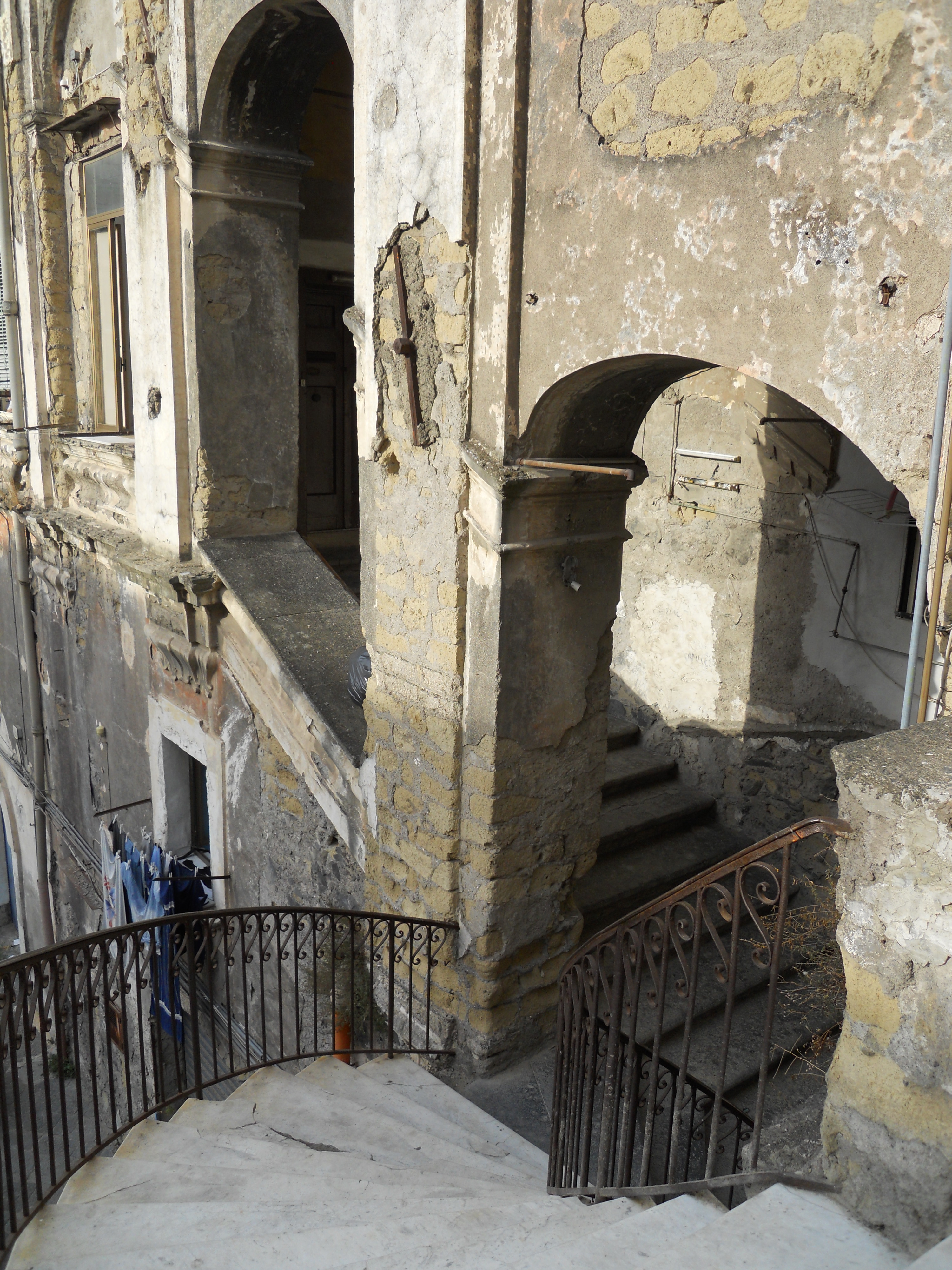
Villa Pignatelli di Montecalvo - scalone piano nobile
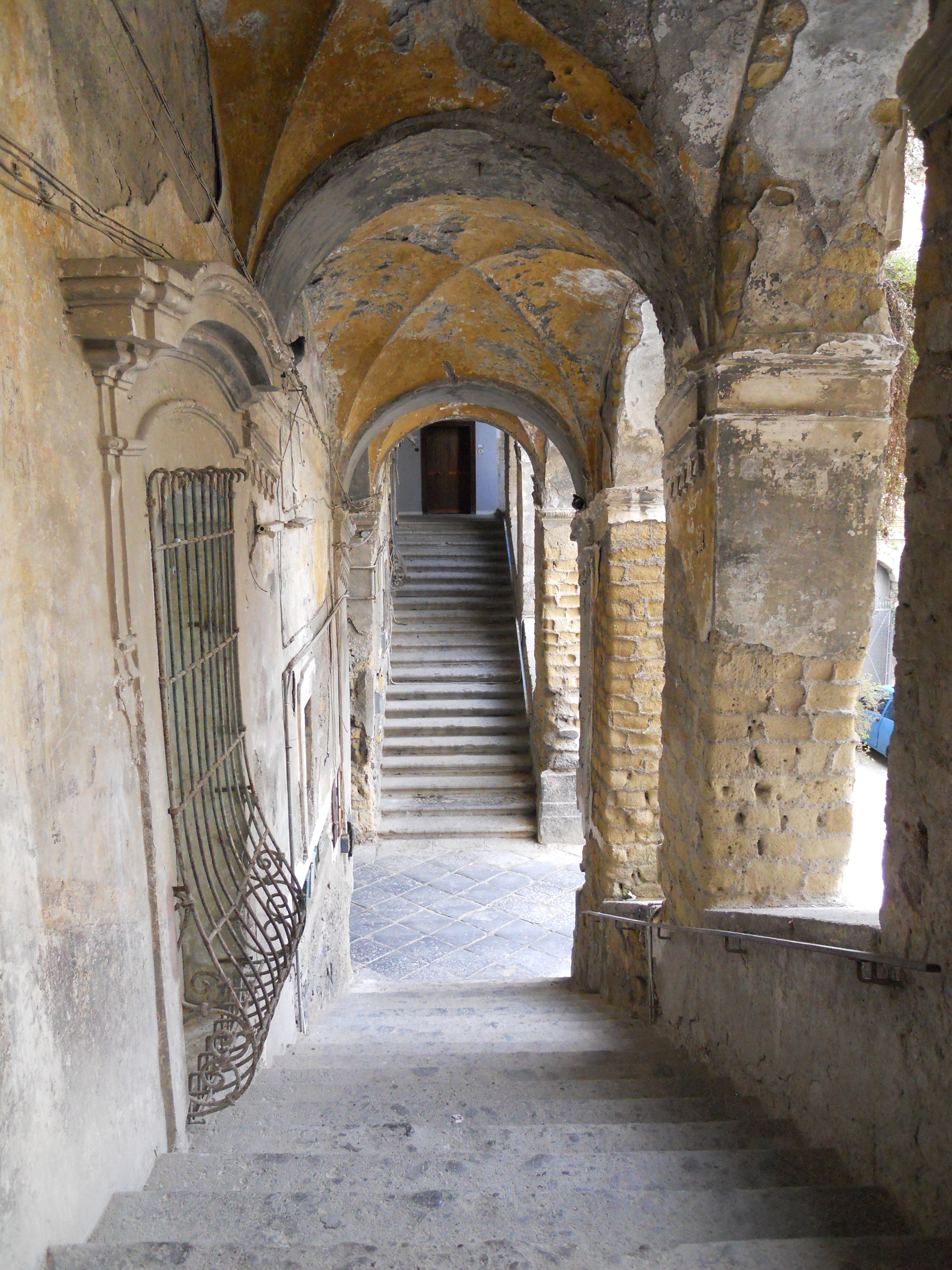
Villa Pignatelli di Montecalvo - scalone d'onore